# Dilong
Dilong („Císařský drak“) byl malým, vývojově primitivním tyranosauroidem, který žil před asi 126 miliony let (ve spodní křídě) na území dnešní provincie Liao-ning v severovýchodní Číně. Dilong patřil mezi opeřené dinosaury, a je tak jedním z nejzajímavějších objevů počátku století. Otisky peří byly objeveny na čelistech a ocasu, peří však nesloužilo k letu, nýbrž k tepelné izolaci dinosaura.

## Popis

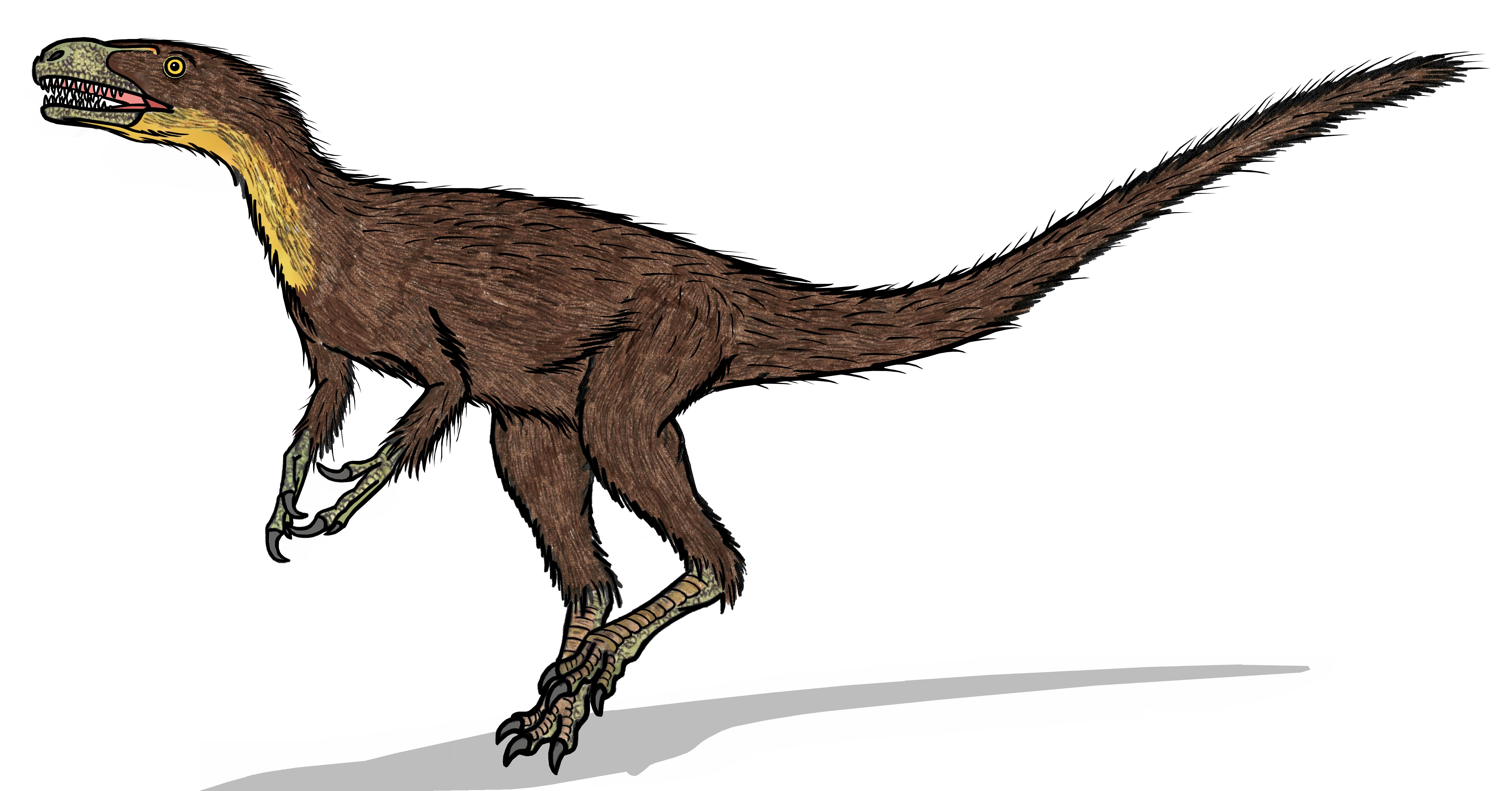
Dilong paradoxus - rekonstrukce vzezření

Byl to blízký příbuzný pozdějších velkých tyranosauridů, jako byl Tyrannosaurus rex (objevila se domněnka, že i velcí tyranosauridi mohli být opeření, alespoň v období mládí a dospívání). Dilong byl jen asi 1,6 m dlouhý (v plné dospělosti však možná přes 2 metry) a vážil asi 15 kilogramů. Je znám ze čtyř poměrně dobře zachovaných koster. V roce 2007 však byla publikována studie, podle které Dilong ve skutečnosti nepatří přímo mezi tyranosauroidy. Novější studie nicméně jeho pozici ve skupině Tyrannosauroidea opět podporují. Podle moderních výzkumů měl mozek dilonga prohnutý tvar písmena "S" a strukturálně se lišil od mozku vyspělejších tyranosauroidů.
Typový a jediný dosud známý druh D. paradoxus byl formálně popsán v roce 2004.